# بوبي روود
روبرت روود الأبن (ولد في 11 مايو 1977) هو مصارع كندي محترف موقع حاليا لأتحاد دبليو دبليو إي ويصارع في عرض راو تحت أسم بوبي روود .
هو معروف للفترة التي أستمرت لمدة 12 عاما التي عمل بها لأتحاد توتال نون ستوب أكشن ريسلنغ (تي أن أيه TNA) من 2004 إلى 2016 , حيث يعتبر واحد من نجومهم الأصلين (أو الأولين). رود شارك لهم لأول مرة كعضو في فريق كندا في 2004، وكان بطل NWA لفرق العالم الزوجية مع أيريك يونغ. وبعد نجاح فترته الفردية بعد تفكيك الفريق، شكل فريق ناجح مع النجم جيمس ستورم وهو فريق بير موني إنك. هو وستورم أصبحوا أبطال TNA للفرق الزوجية ستة مرات وهم أطول من حمل البطولة في التاريخ. في وقت لاحق رود هزم ستورم وأصبح بذلك بطل TNA للعالم للوزن الثقيل وأطول من حمل البطولة في تاريخ الشركة، حاملا البطولة لمدة 256 يوما. وفي سنواته الأخيرة مع الشركة، حمل بطولة الفرق الزوجية مع أوستن أرييس، أيضا حمل بطولة TNA ملك الجبل.
رود صارع في WWE من قبل في 1998 إلى 2004 في مباريات غير مذاعة، ولكنه وقع عقد معهم في 2016 وبدا مسيرته في الأتحاد التطويري التابع لهم أن أكس تي وسبق أن حمل بطولة إن إكس تي مرة واحدة قبل أن يتم تصعيده للعروض الرئيسية.

## مسيرته في المصارعة المحترفة

### التدريب والاتحادات المستقلة (1998–2002)
تدرب في مسقط رأسه في بيتربورو، أونتاريو، من قبل المصارعان شون مورلي وشين سيويل وهم من أونتاريو أيضا. أكمل تدريبه بعد عام وصارع مباراته الأولى له في يونيو عام 1998 تحت اسم «توتال» الرائع لي ضد بيت روك، وبدا يعمل في اتحادات مستقلة كندية، وعمل أيضا في الاتحاد البورتريكي وورلد رسلينق كونسل.
رود بدا يعمل لصالح ريل أكشن رسلينق في 2001، حين كون عصابة شريرة تحت أسم «سيناردينال سينرس» جنبا إلى جنب مع كينغمان (بيتر سميث) ومايك هيوز وكذلك أعضاء بدوام جزئي ويلدمان غاري ويليامز وأكاديان جيانت (روبرت مايليت). وفي وقت لاحق عاد وأنضم أليهم للتسجيل لعرضهم الواقعي الذي سيعرض على قناة فايت نيتورك، ومع ذلك، لم يظهر رود في الحلقات بسبب الألتزامات التعاقدية مع توتال نون ستوب أكشن ريسلنغ.
وعندما كان يعمل في توتال نون ستوب أكشن ريسلنغ، رود أيضا عمل لصالح BSE برو في أونتاريو، وبوردر سيتي رسلينق في وندسور (أونتاريو) و NWA شوكويف في نيوجيرسي. حيث هو بطل سابق للوزن الثقيل في بوردر سيتي رسلينق. في 18 مارس 2006، ربح بطولة بطولة الأنترنت في NWA شوكويف من جوش دانيلز، وبعد ثمانية أيام، في 26 مارس، رود ربح بطولة الوزن الثقيل الشاغرة في عرض ديستربنق ذا بيس 2006 في مباراة رباعية الأطراف. رود حمل البطولتين حتى 21 مايو، حين خسر بطولة الأنترنت ونجح في الدفاع عن بطولة الوزن الثقيل امام سيلك وقانر براون. وبسبب أعادة هيكلة الشركة كل بطولات NWA سيبربيس تم شغرها بما في ذلك البطولة التي يحملها رود.
رود صارع في أتحاد دبليو دبليو إي (WWF\WWE) مرات عديدة بين 2001 و 2004. في 3 فبراير 2001، في عرض جاكد/ميتال صارع تحت أسم رودي رود حين خسر لصالح بيري ستورن. في 18 مارس 2002 تعاون مع كينقمان لينافس بيلي كيدمان وتومي دريمر في مباراة غير مذاعة وخسر فيها. في 3 نوفمبر 2002 في عرض صنداي نايت هيت تعاون مع مارك ماراكولي لينافسو فريق تحذير 3 دقائق (جمال وروزي) وخسروا لصالحهم. ظهر أيضا في 2 مارس 2003 من برنامج هيت ونافس أل سنو وخسر لصالحهم. في 12 يوليو 2003 في برنامج دبليو دبليو إي فيلوسيتي نافس شون اوهير وخسر له. في 13 يوليو 2003 في عرض هيت تعاون مع تيسون دكس وخسروا لصالح لا ريسيستانس (سيلفين غرينيه ورينيه دوبريه). في 23 أغسطس 2003 في عرض فيلوسيتي تعاون مع أيريك يونغ وخسروا لصالح ذا فول بلوديد أيتالينس (تشوك بلومبو وجوني ستامبولي). في 11 أكتوبر 203 في عرض فيلوسيتي خسر لصالح بيلي كيدمان. في 26 أكتوبر 2003 في عرض هيت تعاون مع ارش كينسايد لينافسوا هوركاين وروزي وخسروا لهم. في 3 نوفمبر 2003 شارك في مباراة غير مذاعة قبل عرض راو حين خسر لصالح أيريك يونغ. في مباراة أيضا غير مذاعة في 6 نوفمبر قبل سماكداون خسر لصالح اورلاندو جوردن.

### توتال نون ستوب أكشن ريسلنغ

#### فريق كندا (2004-2006)

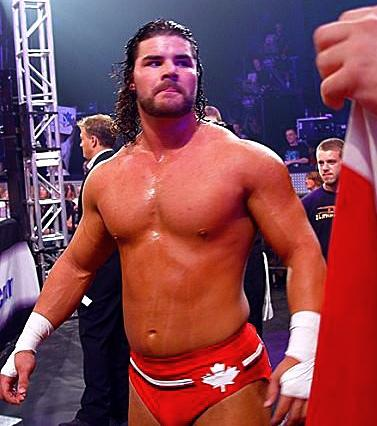
بوبي رود في فريق كندا

في مايو 2004، توجه رود إلى أتحاد توتال نون ستوب أكشن ريسلنغ من قبل سكوت ديمور وبدا رود كعضو في فريق كندا
وشارك في كاس بطولة X للعالم الذي أنتصر فيها الفريق الأمريكي، وخاض فريق كندا عداوة مع فريق 3Live Kru وفريق مطلوبين أمريكا (America's Most Wanted)، وكان هو أكبر وأقوى شخص في فريق كندا في ذلك الوقت، رود تصرف كمنقذ الفريق، وهو دور من أرن أندرسون. (في أوائل عام 2006 أعترف به أرن أندرسون وطلب تسميته بالـ «المنقذ الكندي» من هذه النقطة فصاعدا.)
بدا رود عداوة مع دستين رودز في أوائل عام 2005، وخسر رود في مهرجان لوكداون (Lockdown) ضد دستين رودز في مباراة 3 مباريات من اقفاص حديد، بعد ذلك بدا رود عداوة مع لانس هويت وأنتصر عليه رود في مهرجان سلاميفيرسي (Slammiversary)، بدا عداوة مع فريق الطبيعين (The Naturals) طوال صيف عام 2005، بعد فوزه على جيف هاردي في مهرجان أنبركينق () في سبتمبر، رود وباقي فريق كندا أستئنفوا عداوتهم مع فريق 3Live Kru.
وفي مهرجان فاينل رزلوشن (Final Resolution) بدا رود مسيرته الفردية، في حين لا يزال عض في فريق كندا، بفوزه على رون كيلينغز،
بعد مرور 5 شهور، في 29 يونيو حلقة أمباكت جيم كورنيت أعلن تفكك فريق كندا، مع ذلك في 6 يوليو حلقة أمباكت أعطى جيم كورنيت فريق كندا فرصه للبقاء إذا انتصروا الاسبوع المقبل على جاي ليثال وراينو وفريق 3D، في 13 يوليو خسر فريق كندا المباراة، بذلك تفكك فريق كندا مرة واحدة وإلى الأبد.

#### روبرت رود إنك (2006-2008)
بعد تفكك فريق كندا، رود بدا يشير إلى نفسه كا الوكيل الحر الأكثر طلبا. بدات القصص من عدة مدراء أعمال في تي ان ايه محاولاين في أن يصبحوا مدراء أعمال له مثل سيمون دايموند وجيم ميتشيل وشاين دوغلاس طارحين فكرة أن يصبح رود بطل العالم وهم يصبحون مدراء أعماله، ولكن رود رفضهم في نهاية المطاف. قالا انه لن يوقع مع مدير أعمال حالي في الأتحاد، بدا عرض فقرات خلف الكواليس لرود يقابل مدراء أعمال مثل بوبي ذا براين هينين في 7 سبتمبر. كول روبرت باركر في 14 سبتمبر. شيري مارتيل في 21 سبتمبر. أعلن عن مدير أعماله في عرض باوند فور جلوري وهي تراسي بروكس وبدا يشير إلى نفسه بـ روبرت رود وبدا يستخدم شخصية تاجر الأسهم من وول ستريت، مع الأشارة إلى بروكس بـ مس بروكس التي تشغل منصب الرئيسة التنفيذية له. أول عداوة له بعد التحول كان ضد زميله السابق في فريق كندا أيريك يونغ، الذي أصبح غيرو منه عندما أدرك أن الجماهير لا تقوم بتشجيعه وتشجع يونغ في كل خطوة. بعد فوز يونغ على بروكس في مسابقة بيكيني أمر بروكس بتسجيل يونغ إلى روبرت رود انك. أخيرا، في عرض أقاينست ألل أودس 2007 بروكس نجحت في أقناع يونغ بالتوقيع على عقد مع روبرت رود إنك، وبدا رود بالتحكم بيونغ والتأمر عليه.

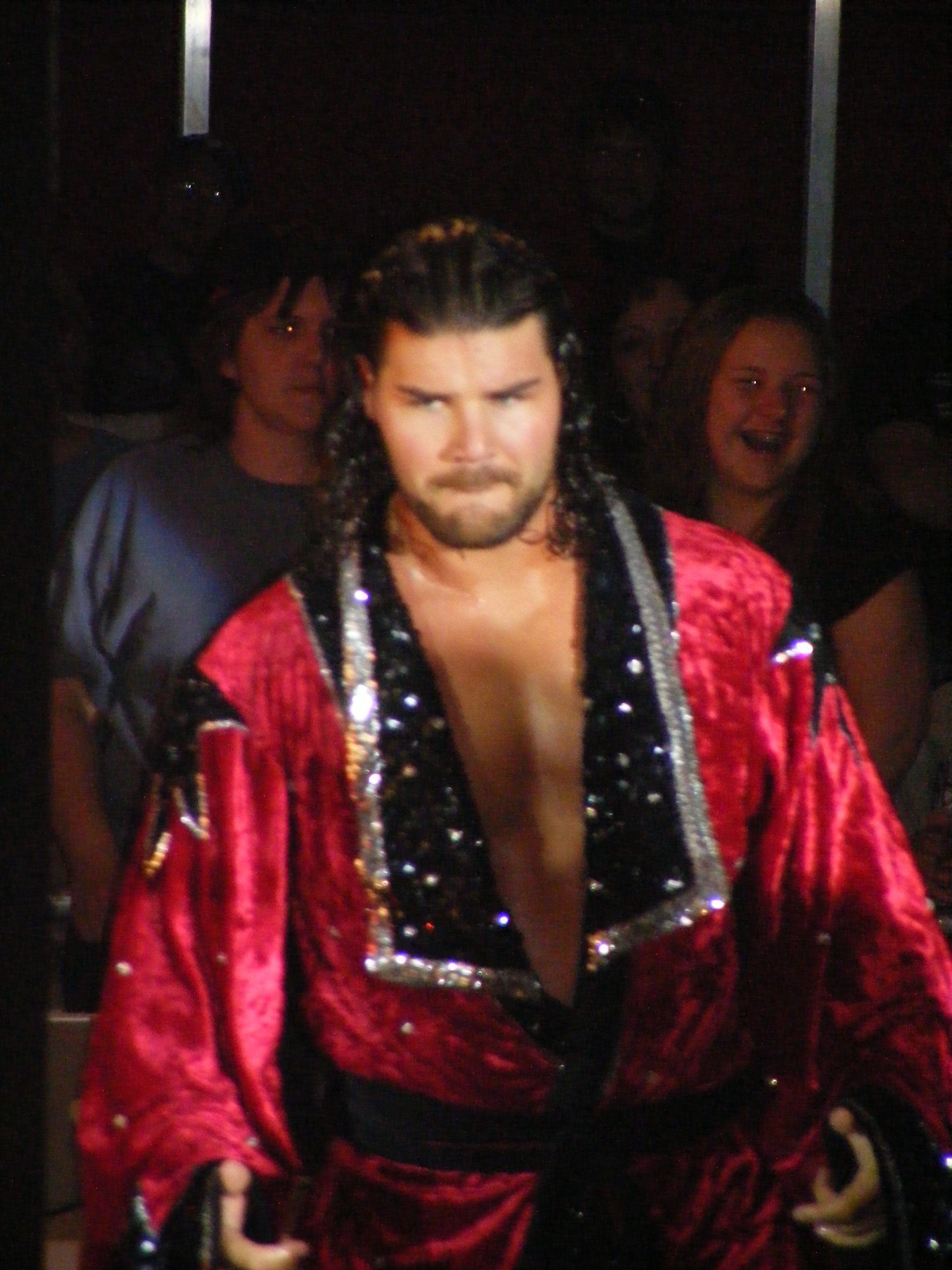
روبرت رود

يونغ مع ذلك بدا بالقتال وذلك بسبب مشورة من صديقه الغامض. في لوكداون، رود نافس بيتي ويليامز، الذي شك أنه صديق يونغ الغامض، وفاز بالمباراة على الرغم من محاولة يونغ مساعدة ويليامز. في الأسبوع التالي، أعلن يونغ أن ويليامز لم يكن صديقه ورود الذي يسيطر على عقد يونغ أعطى أسبوع ليقول له من هو صديقه ولا سوف يطرد. في الأسبوع التالي، يونع كشف عن صديقه وهو جيف جاريت، مما أدى إلى مواجهة رود لجاريت في ساكرفايس. رود أنتصر على جاريت بعد أن نفذ عليه حركة باي أوف. رود في نهاية المطاف نافس يونغ في مباراة بعرض سلاميفيرسي 2007. رود ثبته بعد أن قام بضرب يونغ بكرسي، وعندما كان على وشك طرد يونغ، دخل جيم كورنيت وطالب بإعادة بدا المباراة. يونغ ثبت رود وبذلك قطع علاقته مع رود.
روود ومس بروكس بعدها أنضموا إلى قوات تحالف كريستان للمساعدة في معركتهم ضد ستينغ وأبيس، وفي 26 يوليو من عرض إمباكت، مايك تيناي ذكر ان رود انضم بشكل رسمي للمجموعة. بعدها بأسابيع، خسر أيريك يونغ في مباراة في مباراة أمام فريق 3D . في 7 أغسطس بعرض تي أن أيه توداي يونغ طالب بمباراة أهانة في عرض هارد جستس ضد رود. رود أنتصر ولكن تم اهانة مس بروكس بدل من يونغ بينما كان رود يشاهد من المسرح، بعد ذلك، بدأت تشكك في ولائه وأصبح موضوع أهانتها كبداية سيناريو. رود بعدها دخل في عداوة بسيطة مع كاز، الذي أعترض على معاملة رود لمس بروكس. رود أنتصر على كاز بعرض نو سرندر. بعدها بفترة بسيطة، مصارعين أخرين خطو خطى كاز. في مقابلة كشفت بروكس أنها مجبورة على تحمل أفعال رود لأنها تريد المال لأمها المريضة. ومن ذلك الحين، النجوم الذي كانوا يحتجون تلاشو، وأستمر رود بالأساءة. رود شارك في دورة فايت فور ذا رايت. في باوند فور جلوري، كان أخر شخص يتم أقصائه من قبل أيريك يونغ وخسر في مباراته الأفتتاحية في الدورة أمام جونيور فاتو. وفي ذلك الوقت، رود لم يقم فقط بالأساءة لبروكس بشكل زائد، بدا بالأشارة إلى نساء أخرين مثل كارين أنجل وغايل كيم أو شارميل. وفي خسارته لجونيور فاتو، ضحكت بروكس على رود عندما كان ينفذ فاتو حركة ستينكفايس عليه. في 8 نوفمبر 2007 بعرض إمباكت، بروكس وقفت أخيرا عندما قامت بإبعاد رود عندما كان يهاجم كريس هاريس ونفسها من مهاجمة معجبة رود الأولة (بوني ماكسن).
رود شكل شراكة مع كريستان كيج ضد الوافد الجديد في تي أن أيه بوكر تي، مدعيا أن بوكر تي سرق الحدث الرئيسي من مواهب مثله رود وكيج أنحازوا إلى كيرت أنغل، بعد أن دعاهم إلى أن ينضموا إلى تحالف أنغل في أمباكت ألا أن ذلك أستمر لليلة واحدة فقط، مع ذلك خسر تحالف أنغل إلى الفريق المكون من ساموا جو وكيفن ناش وكاز وبوكر تي وأيريك يونغ، حين قام ناش بتثبيت رود كيج ورود بعدها حصلت بينهم مشادة في الحلبة مما أدى إلى هجوم كل من كيرت أنغل ورود على كيج، وبذلك ركل كيج من تحالف أنغل وتحويل التوتر الحاصل بين أنغل وكيج إلى عداوة كاملة.
في عرض فاينل ريزلوشن 2008، رود تعاون مع مس بروكس في مباراة فرق مختلطة ضد بوكر تي وزوجته شارميل. وبعد خسارة المباراة رود أخيرا تحول على بروكس وركضت شارميل عائدة إلى الحلبة لتمنعه، رود ألتف حولها وضربها في الفك مغميا عليها. كما ركض بوكر تي عائدا إلى الحلبة لمساعدة زوجته، رود هرب من الحلبة، ونظر إلى الحلبة وأدرك ما فعله. في الحلقة التالية من إمباكت، رود واجه بروكس وطردها، ولكن تم أيقافه من قبل جيم كورنيت حينما حاول الأعتداء عليها. وفي وقت لاحق المعجبة رقم واحد لرود قامت بمهاجمة بروكس حينما كانت تغادر الحلبة. معجبة رود، سميت بـ مس بايتون بانكس وحلت محل بروكس. بعد فاينل ريزلوشن، وبجانب بيتون بانكس، واصل رود عداوته مع بوكر تي في أقاينست ألل أودز، حين تواجهوا الأثنان في مباراة فردية. رود ركض من الحلبة وغادر القاعة بالسيارة، مما زاد غضب بوكر تي. بوكر تي ورود تواجهوا في دستنيشن أكس في مباراة حزام، حيث سيتم ضرب الخاسر بعشر جلدات من مدير أعمال الفائز. رود أنتصر بالمباراة، ولكن عادة شارميل وجلدت الجميع بالحزام، بما فيهم جيم كورنيت. في الأسبوع التالي بعرض إمباكت، كورنيت عاقبها بوضعها في مباراة فرق مختلطة مع بوكر ضد رود وبانكس بعرض لوكداون، التي فاز بها بوكر وشارميل. بعد المباراة، رود لام بانكس للخسارة، مثلما أعتاد أن يفعل مع مس بروكس، مما أدى إلى إنهاء تحالفهم. في سلامفيرسي، رود شارك في مباراة ملك الجبل التي كان بها بطولة العالم للوزن الثقيل على المحك ولكنه فشل بالفوز.

#### بير موني إنك(2008-2011)

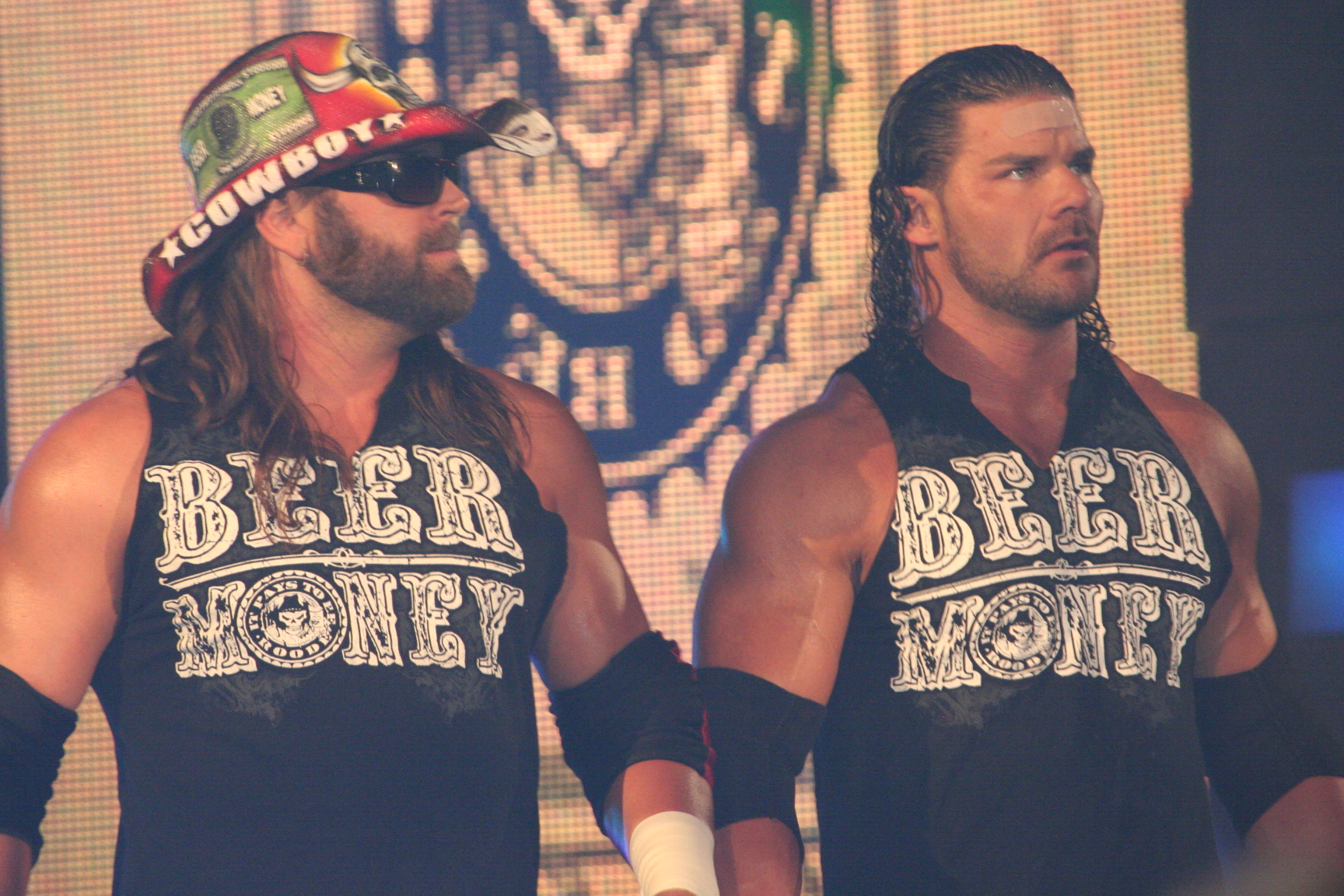
فريق "بير موني إنك

في إمباكت تاريخ 12 يونيو، جيمس ستورم وروود تحديا فريق (LAX) لبطولة الفريق العالمية (World Tag Team Championship). ونجحا في الفوز بالمباراة بعد أن ضرب ستورم ركلته الخارقة "The Last Call" على (Hernandez) وكان حزام البطولة ملفوف على قدم «ستورم» ولكن (هيكتور قيريو) بالإنجليزي (Hector Gurerro) وهو مدير أعمال (LAX) في ذلك الوقت أعلم الحكم بما حصل، فأُعيدت المباراة في نفس الليلة ونجح فريق (LAX) بالمحافظة على البطولة بعد أن قام «هرناندز» بضربته القاضية " The Border Toss" على جميس ستورم. وتحدى فريق (LAX) فريق (Beer Money Inc.) - سبب تسميته شرب ستورم للبير وكون رود مليونير – إلى مباراة من نوع (Fans Revenge) في مهرجان (Victory Road). وقبل هذه المباراة خسر فريق بير موني إنك ضد فريق The Motor City Machine Guns وضد ستنق و (كفن ناش Kevin Nash) في مباراة أخرى. وحصلت المباراة في مهرجان Victory Road واستطاع فريق (LAX) المحافظة على البطولة. وفي مهرجان (Hard Justice) استطاع بير موني إنك الحصول على بطولة الفرق العالمية بعد أن ضرب «ستورم» هومسايد Homicide بزجاجة البير. وفي مهرجان (No Surrender) واجه فريق بير موني إنك فريق LAX على بطولة الفرق العالمية واستطاع بير موني إنك. الدفاع عن البطولة بنجاح.
وفي عرض إمباكت واجه LAX بير موني إنك مرة أخرى على اللقب وفاز بير موني بالمباراة. وفي 8 يناير خسرا بطولة الفرق العالمية لـ فريق Lethal Consequences. وفي مهرجان Genesis استعادا البطولة ضد (Matt Morgan & Abyss، Lethal Consequences). دافع بير موني إنك عن بطلولة الفرق في Against All Odds واستطاعا الحفاظ عليها. وفي مهرجان Lock Down 2009 خسر بير موني إنك بطولة الفرق العالمية لـ Team 3D. في 15 مايو 2009 تم الإعلان أن بلاك سجل عقد جديد مع TNA وهذا العقد لعدة سنوات. بعد أن خسر ستورم مع زميله رود بطولة الفرق العالمية، أصبح الآن يسعى إليها وذلك باشتراكه مع زميله في دوري Team 3D للفرق، وجائزة الفوز بالدوري 10000 دولار أمريكي، وفرصة مواجهة ضد Team 3D لبطولة الفرق وهزموا لحد الآن فريق «ليثال كونسكونسيس» وفرق «أيريك يونغ» مع «جيثرو هولدي». وفي 24 مايو مهرجان «سكرفايس» Sacrifice فاز فريق بير موني بالدوري للحصول على فرصة لبطولة الفرق العالمية و 10000$ دولار أمريكي. حصل الفريق على هذه الفرصة في مهرجان «سلامفيرسري» وتمكنا بنجاح من الفوز والحيازة على بطولة الفرق. في الشهر التالي بعرض فيكتوري رود، بير موني إنك خسروا البطولة لصالح بوكر تي وسكوت ستاينر عصابة ماين إيفنت مافيا.

#### بطل العالم للوزن الثقيل (2011-2012)

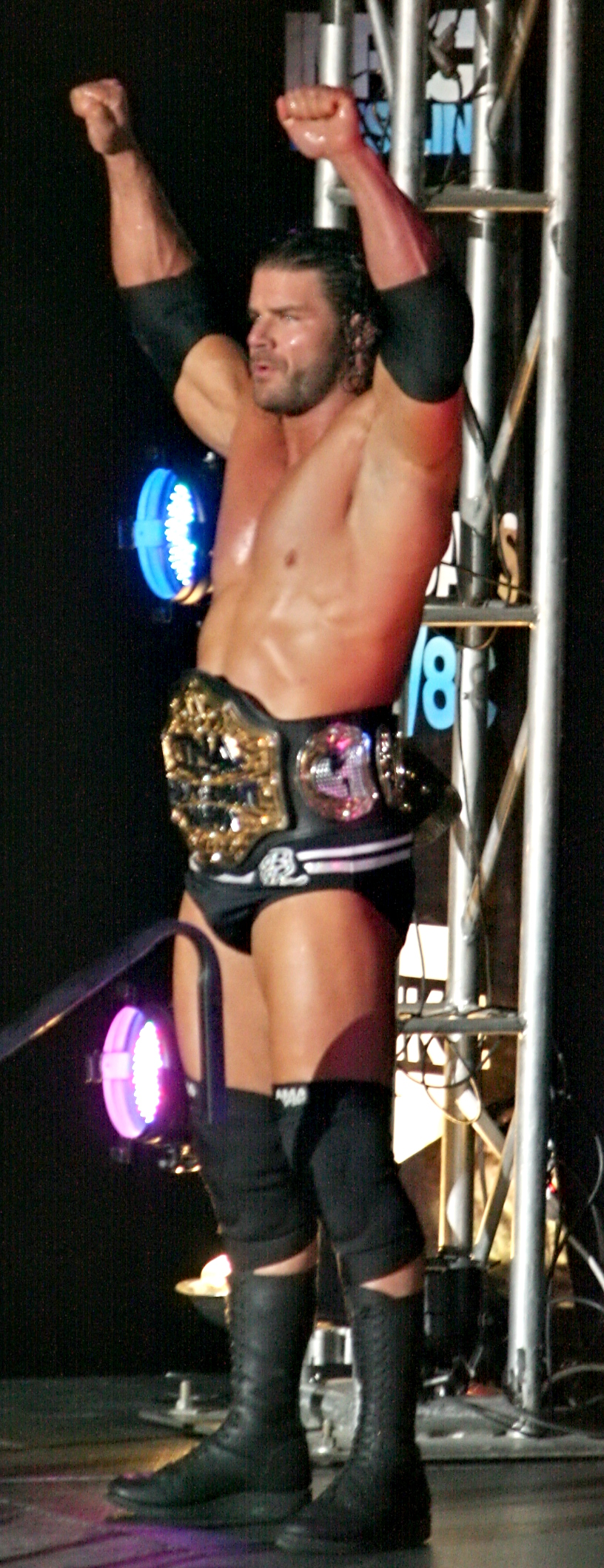
بوبي رود مع بطولة العالم للوزن الثقيل

من يونيو إلى سبتمبر، رود كان من ضمن المصارعين الـ 12 الذي شاركوا في دوري باوند فور جلوري لتحديد المنافس الأول على بطولة العالم للوزن الثقيل في مهرجان باوند فور جلوري 2011، وكان رود ضمن الأربعة المتصدرين في الدوري وهم: رود وجيمس ستورم وبولي راي وقنر الذين تأهلوا إلى النهايات ويتنافسون على المركز الأول في مهرجان نو سرندر، وفي 11 سبتمبر مهرجان نو سرندر، فاز رود على قنر بالأستسلام وتأهل رود للنهائي وسوف يلعب مباراة ضد بولي راي الذي فاز على ستورم لتحديد الفائز، فاز رود بالمباراة وبذلك يكون فاز الدوري وتأهل إلى مهرجان باوند فور جلوري ليلعب مباراة على بطولة العالم للوزن الثقيل، وقبل أسابيع من المهرجان بطل العالم كيرت أنغل أجبر رود على أن ينافس كل شخص موجود في فريق فورتشن ووعدهم بمباريات على الحزام في حال هزيمته، وفي أول مباراة فاز رود على كازريان بالأستسلام، وأنهى رود السلسلة بعد فوزه على جيمس ستورم وأي جاي ستايلز.
و في مهرجان باوند فور جلوري 2011، فشل رود في الفوز ببطولة العالم للوزن الثقيل.
وفي الحلقة التالية من إمباكت ريسلنغ، تم الكشف ان رود لن يحصل على مباراة إعادة، المدير الجديد ستينغ اعطى جيمس ستورم فرصة ليكون المنافس الأول على بطولة العالم الذي هزم كيرت أنغل ليصبح بطل العالم للوزن الثقيل، في الحلقة التالية رود هزم ساموا جو ليصبح المنافس الأول، وفي 3 نوفمبر حلقة إمباكت ريسلنغ، هزم رود صديقه جيمس ستورم وأصبح بطل العالم للوزن الثقيل بعد أن ضربه بالبيرة، ليحل بير موني إنك ويصبح مكروة. رود وجيمس ستورم لعبوا مباراة أعادة في الأسبوع التالي، ونتيجة لهجوم خلف الكواليس ستورم أتى للحلبة وهو ينزف الدماء وخسر المباراة. بعد المباراة، رود تحدى زميله السابق في فورتشن أي جاي ستايلز. في 13 نوفمبر في عرض ترنق بوينت، رود نجح في الدفاع عن بطولة العالم للوزن الثقيل أمام أي جاي ستايلز، حين قام بتثبيته وهو يسحب ملابسه. في 11 ديسمبر في عرض فاينل ريزلوشن، رود حافظ على بطولة العالم للوزن الثقيل بعد ان صارع أي جاي ستايلز في مباراة رجل حديدي لمدة 30 دقيقة وأنتهت بالتعادل. رود وأي جاي ستايلز صارعوا وقت إضافي في عرض إمباكت ريسلنغ، وحافظ رود على البطولة مرة أخرى. في 8 يناير 2012 بعرض قينسيس، رود مرة أخرى حافظ على البطولة، بعد أن قام بإقصاء نفسه أمام جيف هاردي. في الحلقة التالية من عرض إمباكت ريسلنغ، في مباراة إعادة بين رود وهاردي أنتهت بدون فائز بعد تدخل بولي راي. في الحلقة التالية من عرض إمباكت ريسلنغ، رود وراي تدخلوا في مباراة تحديد المنافس الأول بين هاردي وجيمس ستورم، وأنتهت المباراة بدون فائز. في 12 فبراير بعرض أقاينست ألل أودس، رود أنتصر على بولي راي وجيمس ستورم وجيف هاردي في مباراة رباعية الاطراف وبذلك حافظ على بطولة العالم للوزن الثقيل. في الحلقة التالية في إمباكت ريسلنغ، رود حافظ على بطولة العالم أمام هاردي في مباراة بدون قوانين، بعد تدخل من قبل كيرت أنغل. رود بعدها دخل في عداوة مع مدير تي أن أيه ستينغ، مما أدت إلى عودة ستينغ للحلبة في 18 مارس بعرض فيكتوري رود، رود فاز عليه في مباراة ليست على اللقب بدون قوانين. في 15 أبريل بعرض لوكداون، رود أنتصر على جيمس ستورم في مباراة قفص، بعد ان تلقى سوبر كيك وخرج بها من القفص ليفوز بالمباراة ويحافظ على بطولة العالم للوزن الثقيل. في 13 مايو بعرض ساكرفايس، رود أنتصر على روب فان دام في مباراة سلالم ليحافظ على بطولة العالم للوزن الثقيل. في 24 مايو بعرض إمباكت ريسلنغ، رود نجح بالحفاظ على بطولة العالم امام أي جاي ستايلز ليكسر بعدها رقم ستايلز بحمله لبطولة العالم لمدة 211 يوما. بعد المباراة، رود تمت مهاجمته من قبل العائد ستينغ. في الأسبوع التالي، رود خسر لستينغ في مباراة ليست على البطولة وايضا مباراة حطابين في أول حلقة بث مباشر لعرض إمباكت ريسلنغ. في 10 يونيو بعرض سلامفيرسي، رود نجح في الحفاظ على بطولة العالم للوزن الثقيل في مباراة أعادة بينه وبين ستينغ بعد أن ضربه بالبيرة الخاصة بجيمس ستورم. بعد المباراة رود مرة أخرى هاجم ستينغ. في الحلقة التالية من إمباكت ريسلنغ رود نجح في الدفاع على اللقب مرة أخرى أمام مستر أندرسون. في 8 يوليو بعرض دستنيشن أكس، رود خسر بطولة العالم للوزن الثقيل لصالح أوستن أرييس منها فترة حمله التي أستمرت لمدة 256 يوما.
في محاولة لأثبات أن فوز أوستن أرييس كان مجرد حظ رود لعب ضد بطل العالم للوزن الثقيل الجديد في مباراة ليست على البطولة في 19 يوليو من عرض إمباكت ريسلنغ. ومع ذلك أنتهت المباراة بدون فائز، عندما تمت مهاجمة الأثنين من قبل عصابة ملثمة تطلق على نفسها «أيسيس & أيت». في 12 أغسطس في هاردكور جاستس، تحدى رود أوستن أرييس على البطولة ولكن لم ينجح، مع شرط قبل المباراة أن رود لن يحصل على فرصة أخرى طالما كان أوستن أرييس حامل البطولة. وبعد عدم ظهوره لعدة أسابيع، رود عاد في 9 سبتمبر بعرض نو سرندر، مكلفا ستورم مباراته النصف النهائية في دوري باوند فور جلوري أمام بولي راي. في 20 سبتمبر بعرض إمباكت ريسلنغ، جيمس ستورم تحدى رود في مباراة في ليلة القتال المفتوح. المباراة أنتهت بدون فائز، بعد عدم قدرة الحكم براين هيبنر على السيطرة على الأثنان الأعداء. العداوة بين رود وجيمس ستورم أنتهت في 14 أكتوبر بعرض باوند فور جلوري في مباراة قتال شوارع مع حكم خاص وهو كينق مو والتي أنتصر بها جيمس ستورم. في 11 نوفمبر بعرض تيرننق بوينت رود مرة أخرى تمت هزيمته من قبل جيمس ستورم في مباراة ثلاثية على تحديد المنافس الأول لبطولة العالم للوزن الثقيل، الطرف الثالث كان أي جاي ستايلز، ولكن لم يتم تثبيت رود، لو أنه تم تثبيته لم يكن ليحصل على فرصة على البطولة حتى باوند فور جلوري 2013. مع ذلك، في الحلقة التالية من عرض إمباكت ريسلنغ، رود أنتصر على جيمس ستورم في مباراة أعادة لتحديد المنافس الأول على بطولة العالم. في 6 ديسمبر بعرض إمباكت ريسلنغ، تم الكشف ان رود هو الشخص الذي دفع لعصابة الأيسيس والأيت لكي يهاجموا بطل العالم للوزن الثقيل جيف هاردي بنهاية العرض. بعدها بثلاثة أيام بعرض فاينل ريزلوشن، رود فشل في الفوز بالبطولة أمام جيف هاردي، بعد أن تم مهاجمة الأثنان من قبل الأيسيس & أيت. في الحلقة التالية من عرض إمباكت ريسلنغ، عضو عصابة الأيسيس & أيت ديفون أن أوستن أرييس دفع ليمنع من أي يفوز رود باللقب. في الأسبوع التالي رود هاجم أوستن أرييس في الحدث الرئيسي لتلك الليلة ليمنع أوستن أرييس من أن يفوز باللقب. رود وأوستن أرييس تنافسوا لتحديد المنافس الأول في الحلقة التالية من عرض إمباكت ريسلنغ. المباراة أنتهت بدون فائز بعد أن قاموا الأثنان بمهاجمة الحكم إيرل هيبنر وبعد ذلك هوجم من قبل جيف هاردي. العداوة أنتهت في مباراة ثلاثية الأطراف أقصائية تاريخ 13 يناير 2013 بعرض قينسيس، حين فشل رود مرة أخرى في أن يفوز ببطولة العالم للوزن الثقيل من جيف هاردي.

#### ملاحقة الألقاب (2013-2015)

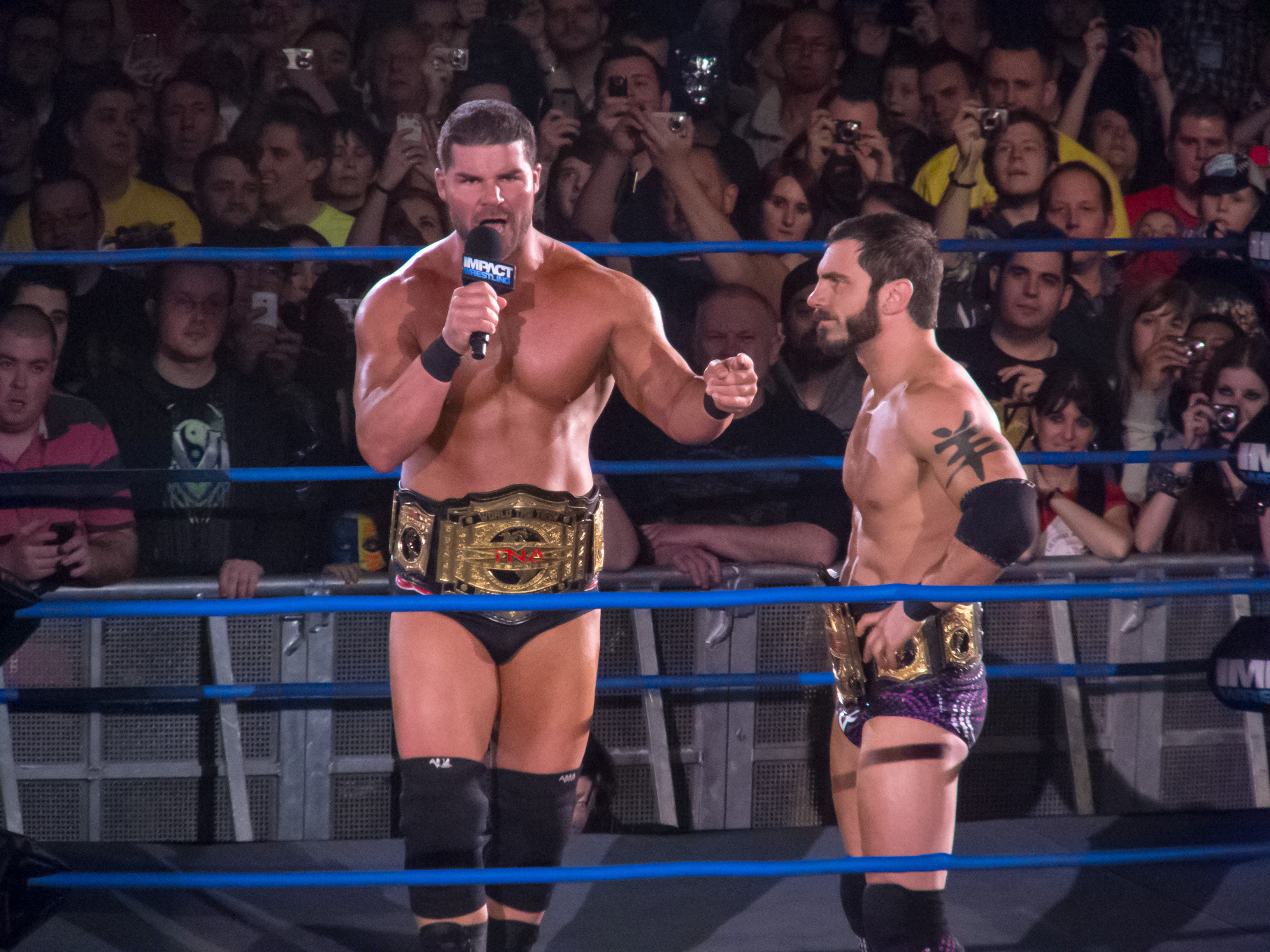
بوبي رود و أوستن أيرييس

في 25 يناير حلقة إمباكت ريسلنغ رسلينق في مانشستر، إنجلترا رود وأوستن أرييس هزموا تشافو غيريرو وهيرنانديز ليصبحوا أبطال الفرق في توتال نون ستوب أكشن ريسلنغ للمرة الخامسة في مسيرة روود،
أول نجاح في الحفاظ على اللقب كان في مهرجان لوكداون في مباراة بوبي رود وأوستن أرييس ضد كريستوفر دانيلز وكازاريان ضد تشافو غيريرو وهرنانديز (مباراة ثلاثية)
وفي 21 مارس، أنتصر رود وأوستن أرييس على تشافو غيريرو وهرنانديز بسبب تدخل من كريستوفر دانيلز وكازاريان
وفي 11 أبريل، بوبي رود وأوستن أرييس خسروا بطولة الفرق لصالح تشافو غيريرو وهرنانديز في مباراة 2 من 3.
وانتهت فترة حملهم للبطولة التي دامت 78 يوما. لعبوا مباراة على البطولة في مهرجان سلام أفيرسي وكانت مباراة رباعية على البطولة ولكن لم ينتصروا وانتصر بها فريق جيمس ستورم وقنر.
وكنتيجة للفوز سابقا بدوري باوند في قلوري، رود وجيف هاردي دخلوا إلى دوري باوند فور جلوري 2013 في 13 يونيو بعرض إمباكت ريسلنغ رود بدا الدوري بسلسلة خسائر أمام جيف هاردي وماغنوس وزميله السابق أوستن أرييس. في 1 أغسطس بعرض إمباكت ريسلنغ، رود قال أنه سيعود لأستعمال طرقه القديمة لأستعادة بطولة الوزن الثقيل. رود بعدها أنتصر على هيرنانديز بالتثبيت بعد أن ضربه في رأسه بالبيرة ليكسب سبع نقاط بالدوري. في الأسبوع التالي، رود تعاون مع كريستوفر دانيلز وكازاريان ليشكلوا قوة جديدة لينتصر أحد منهم بدوري باوند فور جلوري. في 15 أغسطس بعرض إمباكت ريسلنغ: هاردور جستس، رود أنتصر على ماغنوس ومستر أندرسون وساموا جوا في مباراة طاولات بعد تدخل كل من كريستوفر دانيلز وكازاريان ليكسب عشرين نقطة في دوري باوند فور جلوري. في الأسبوع التالي، الثلائس أطلقوا على أنفسهم أسم EGO ورود وكازاريان أنتصروا على أبطال العالم لفرق الزوجي قنر وجيمس ستورم في مباراة ليست على البطولة. EGO أيضا حاولوا ضم زميل رود السابق أوستن أرييس ولكنه اجاب على طلبهم بضربه لكريستوفر دانيلز وتكليفه مباراته في دوري باوند فور جلوري. أنتهت مشاركة رود في الدوري في 5 سبتمبر بعرض إمباكت ريسلنغ حين تم أقصائه في مباراة العشرين نقطة من قبل أي جاي ستايلز.
EGO بعدها دخلوا في عداوة مع ماغنس بعد مهاجمته وتكليفه عدة مباريات. في 3 أكتوبر بعرض إمباكت ريسلنغ ماغنس مباراة ضد EGO ونجح في أقصاء دانيلز وكازاريان قبل أن ينتصر رود بالمباراة بعد أن أجبر ماغنس على الأستسلام بواسطة حركة أنقل لوك. ونتيجة لهزيمته لماغنس، EGO سخرا من قاعة المشاهير وقاموا بتقديم رود في الأسبوع التالي، سخرية منهم لتقديم كرت أنغل لقاعة المشاهير، مما أدى إلى عودة كرت أنغل ومهاجمته لثلاثة أعضاء EGo وتحدى رود في مباراة بمهرجان باوند فور جلوري، وقبل رود التحدى. في 20 أكتوبر بعرض باوند فور جلوري، رود أنتصر على كرت أنغل بعد أن أصاب نفسه انغل حين كان ينفذ حركته القاضية. الأثنان لعبا مباراة أعادة في 31 بعرض إمباكت ريسلنغ، وأنتصر رود مرة أخرى بعد أن أوقف الحكم المباراة لصحة كرت أنغل. وبعد أنتصارين رود أستمر في الأستهزاء وأهانة والشجار مع كرت أنغل. وفي نفس الوقت، دخل رود في دورة لتحديد بطل بطولة العالم للوزن الثقيل الشاغرة وأنتصر على جيمس ستورم في مباراة ديث ماتش في الجولة الأولى. بعدها بأسبوعين خسر في مباراة نصف النهائي لصالح جيف هاردي في مباراة طاولات، رود هاجم انغل خلال مباراته أمام ماغنس، مكلفا أياه المباراة ومقصيه من الدورة. في 19 ديسمبر بعرض فاينل رزلوشن، رود أنتصر على كرت أنغل في مباراة تثبيتان من ثلاثة. العداوة أنتهت في مباراة قفص حديدي في 23 يناير 2014 بعرض جينسس، حين انتصر كرت أنغل بالمباراة.

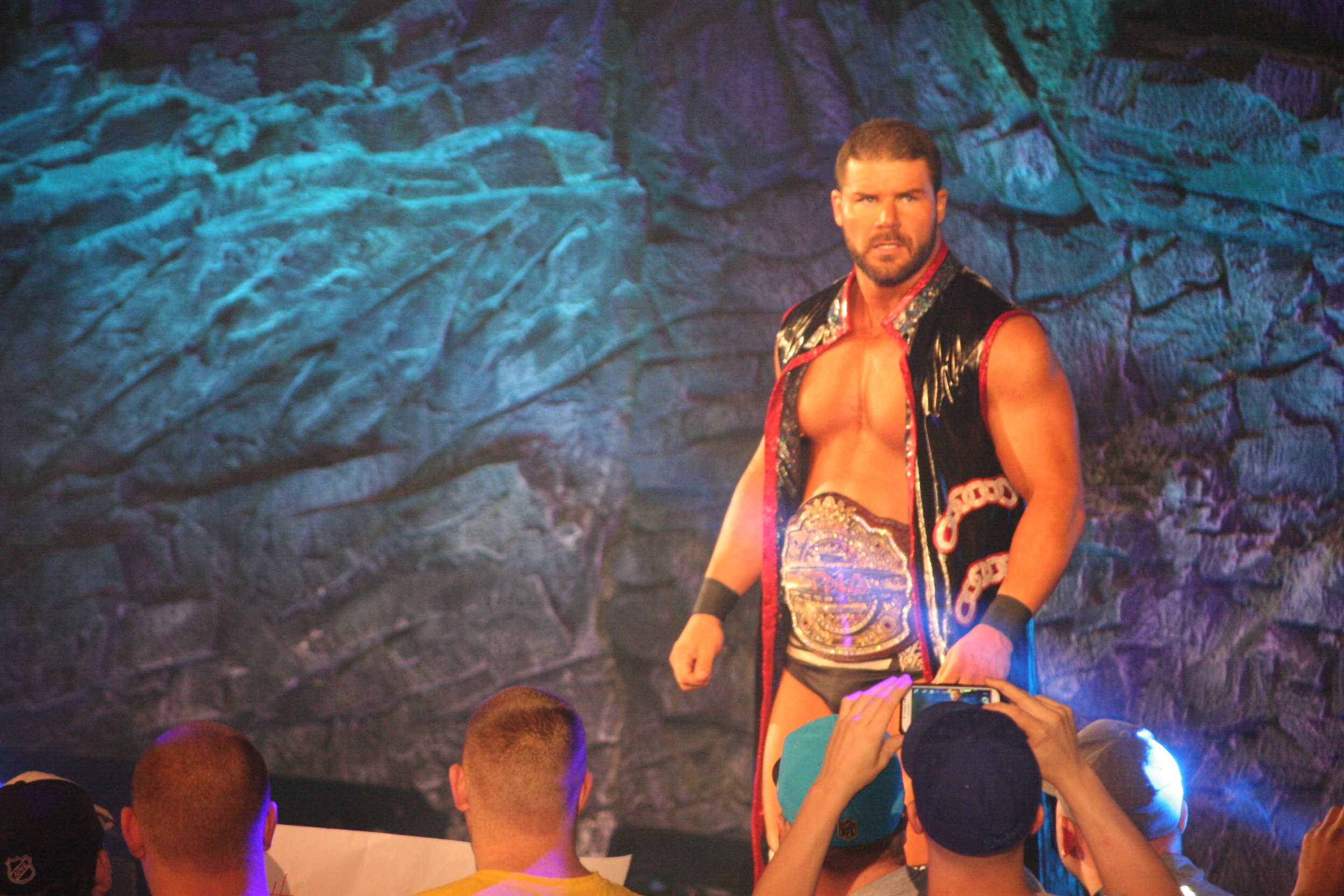
بوبي رود كبطل الجبل في أكتوبر 2015.

ومع وضع عداوته مع كرت أنغل بالخلف، رود بدات تحدث مشاكل له مع مديرة الشركة ديكسي كارتر بسبب انزعاجه لعدم تلقي فرصة على بطولة العالم بعد مساعدتها في مناسبات عديدة. في 20 فبراير بعرض إمباكت ريسلنغ، رود بدا يفكر بترك الشركة ولكن تم أقناعه ليوافق على أدارة فريق ديكسي كارتر ضد فريق أم في بي في لوكداون في مقابل أن يكون له حصة 10% في الشركة إذا فاز فريق ديكسي كارتر. في 2 مارس رود كان جزء من مصارعين الأتحاد الذين شاركو في عرض أتحاد رسيل 1 الذي كان في توكيو، اليابان . وفي العرض خسر رود لصالح ماساكاتسو فوناكي في مباراة فردية. في 9 مارس بعرض لوكداون، فريق ديكسي كارتر (رود، البرومانز (جيسي جودريز وروبي أي), أوستن أرييس) خسروا لصالح فريق أم في بي (أم في بي، ذا وولفز (أيدي أدواردز وديفي ريتشاردز) وويليو) في مباراة ليثل لوكداون بعد أن نفذ الحكم الخاص بولي راي حركة باوربومب على رود على الطاولة، متيح الفرصة لأم في بي ليثبت ويفوز بالمباراة والسيطرة على الشركة. مما أدى إلى حدوث عداوة بين رود وراي، هاجمين على بعضهم البعض في العديد من المناسبات. في عرض ساكرفايس، رود أنتصر على بولي راي في مباراة طاولات وذلك بفضل تدخل من ديكسي كارتر.
في 9 مايو بعرض إمباكت ريسلنغ، بوبي رود أظهر بعض التلميحات لتحوله بالشخصية المحبوبة حين أظهر بعض الأحترام لبطل العالم وقتها ايريك يونغ والأثنان تصافح على مباراة واحدة أخرى على البطولة في نفس الليلة. غير أن المباراة لم تحدث لان مدير العمليات أم في بي رفض ان تحدث المباراة، وفي نهاية الحلقة هاجم أم في بي البطل يونغ وأعلن على أنه المنافس الأول على البطولة العالم للوزن الثقيل في سلامفيرسي. في 15 مايو بعرض إمباكت ريسلنغ، رود تم أيقافه إلى اجل غير مسمى لمواجهته لأم في بي. وبدأت حملة في موقع الأتحاد لرفع الحظر عن بوبي رود. في 19 يونيو بعرض إمباكت ريسلنغ، رود عاد وهاجم كيني كينق منقذا صديقه منذ فترة طويلة ايريك يون من التعرض للمزيد من الاصابات بعد أن خسر البطولة لصالح لاشلي، وبذلك تحول للشخصية المحبوبة لأول مرة منذ 2011. في 3 يوليو بعرض إمباكت ريسلنغ، أنتصر على كيني كينغ في مباراة من نوع قتال شوارع وأم في بي في 24 يوليو بعرض إمباكت ريسلنغ في مباراة من نوع تثبيت أي مكان. وفي 3 سبتمبر بعرض إمباكت ريسلنغ، أنتصر على صديقه أيريك يونغ ليصبح بذلك المنافس الأول على بطولة العالم للوزن الثقيل . ومع ذلك، خسر لصالح لاشلي ولم يتمكن من الفوز باللقب بعرض نو سرندر. في 15 أكتوبر بعرض إمباكت ريسلنغ، أنتصر على أوستن أرييس ويونغ وجيف هاردي مرة أخرى ليصبح المنافس الأول على بطولة العالم للوزن الثقيل. في 18 سبتمبر 2014، في الحدث الرئيسي لعرض إمباكت ريسلنغ سجلت لتعرض في 28 أكتوبر ، رود أنتصر على لاشلي ليفوز ويصبح بذلك بطل العالم للوزن الثقيل للمرة الثانية.
نجح في الحفاظ على البطولة امام أم في بي في 5 نوفمبر بعرض إمباكت ريسلنغ. في 15 نوفمبر 2014، رود نجح في الحفاظ على البطولة مرة أخرى أمام تومي دريمر بعرض هاوس اوف هاردكور VII. في 7 يناير 2015 بعرض إمباكت ريسلنغ رود خسر بطولة العالم للوزن الثقيل لصالح لاشلي، بعد تدخل من قبل ام في بي وكيني كينق ورجلان أثنان مقنعان الذي كشف بعد مدة أنهم ساموا جو ولاو كي. صديق رود أيريك يونغ دخل بكرسي حديدي لتخويفهم ولكن ضرب رود بالكرسي، مكلفا أياه المباراة. في 16 يناير 2015، بعرض إمباكت ريسلنغ، رود أنتصر على يونغ في مباراة بلا قوانين. في 23 يناير بعرض إمباكت ريسلنغ، رود تعاون مع كرت أنغل، ولكنه خسر مرة أخرى ضد أيريك يونغ ولاوكي. مع ذلك، بوبي رود أنتصر على أيريك يونغ في مباراة من نوع ستة جوانب من الحديد بعرض لوكداون ومرة أخرى في مباراة من نوع أخر رجل صامد في 13 مارس بعرض إمباكت ريسلنغ. العداوة أنتهت بمباراة من نوع أستسلام في 3 أبريل بعرض إمباكت ريسلنغ، التي فاز بها أيريك يونغ.
في مايو ، رود أعاد تشكيل فريق ديرتي هيلز مع أوستن أرييس في محاولة للفوز ببطولة العالم للفرق الزوجية الشاغرة. الأثنان وافقوا على أن يلعبوا سلسلة من خمس مباريات مع فريق الوولفز. في 3 يونيو 2015 في المباراة الثالثة من السلسلة وفريق الوولفز متقدم 2-0، أوستن أرييس حاول أقناع رود ليضرب ادورادز بالكرسي الحديدي. ولكن رفض روود ، أوستن أرييس شتت الحكم ورود قام بضرب ادواردز تحت الحزام وضربه بالكرسي الحديدي لينتصروا في المباراة، وبفضل تأثير أوستن أرييس تحولوا للشخصية المكروهة. أنتصروا في الجولة الرابعة في 24 يونيو بعرض إمباكت ريسلنغ في مباراة من نوع فول ميتال ميهام. في عرض سلامفيرسي ، رود ساعد أوستن أرييس لينتصر على دايفي ريشاردز وبذلك يتمكنوا من أختيار نوع المباراة الخامسة. لاحقا، شارك في مباراة ملك الجبل لأعادة تنشيط بطولة ملك الجبل، ولكنه خسر. رود وأوستن أرييس خسروا السلسلة المكونة من خمس مباريات لصالح الوولفز على بطولة العالم للفرق الزوجية في المباراة الخامسة التي كانت في 1 يوليو بعرض إمباكت ريسلنغ في مباراة من نوع الرجل الحديدي. في 5 أغسطس بعرض إمباكت ريسلنغ، أوستن أرييس اجبر على مواجهة روكستار سبود ، مع وضع مهنة أوستن أرييس على المحك ولقب سبود «روكستار» على المحك . أوستن أرييس خسر المباراة مما أدى إلى تركه للشركة. في 12 أغسطس بعرض إمباكت ريسلنغ، رود هاجم روكستار سبود لأنهائه لمسيرة أوستن أرييس في الشركة حين أنتصر سبود على أوستن أرييس الأسبوع الماضي.

#### عودةبير موني إنكوالمغادرة (2015-2016)
في 2 سبتمبر بعرض امباكت، رود أظهر بعض التلميحات أنه الآن بالشخصية المحبوبة بعد أن أنتصر على ممثل أتحاد GFW بي جي بلاك لينتصر ببطولة ملك الجبل. في 4 أكتوبر، بعرض باوند فور جلوري رود نجح بالحفاظ على بطولة ملك الجبل ضد لاشلي. بعد المباراة رود ولاشلي تصافحا، مما يؤكد تحول رود للشخصية المحبوبة. خلال أكتوبر ونوفمبر (سجلت في يوليو), هو شارك في دوري بطولة العالم. رود انهى بالمركز الأول في مجموعته، معادلا أيريك يونغ، متأهل للنهائيات حين خسر في الجولة 16 من قبل مات هاردي.

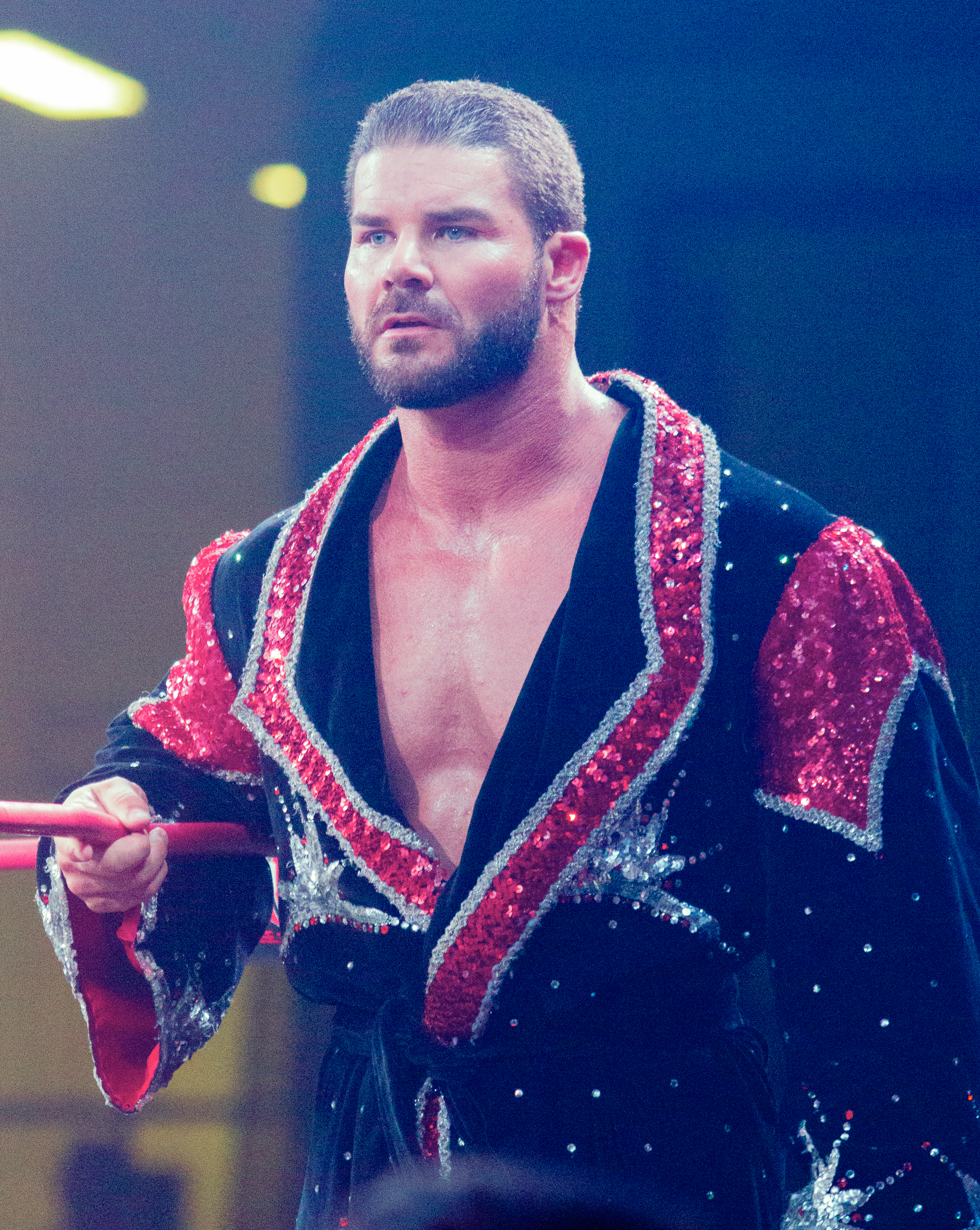
بوبي رود بعرض هاوس أوف هاردكور 9

في 5 يناير 2016 في أول عرض لإمباكت ريسلنغ في قناة بوب، جيمس ستورم عاد إلى إمباكت ريسلنغ ليساعد بوبي رود ضد أيريك يونغ وبرام. بعد أن قال جيمس ستورم لرود أنه يريد أن يعود للشعور بالمرح، جيمس ستورم سلم رود بيرة وبشكل رسمي أعادو فريق بير موني إنك. في 12 يناير 2016 بعرض إمباكت ريسلنغ، رود خسر بطولة ملك الجبل ل أيريك يونغ. بعرض ون نايت أونلي، بير موني إنك أنتصروا على ايريك وبرام. في مباراة أعادة بعرض لوكداون، بير موني إنك مرة أخرى انتصروا على برام وأيريك يونغ في مباراة ستة جوانب من الحديد، منهين العداوة بينهم. في 9 فبراير 2016 بير موني إنك حاولوا ان يصرفون الحقيبة على أبطال الفرق الزوجية ذا وولفز، مع ذلك في محاولتهم لصرف الحقيبة تدخل فريق ديكاي (أبيس، كريزي ستيف ، روزماري) وقاموا بإيقافهم وطلبوا منهم الأنضمام لهم. في نهاية المطاف تحدو الفريق إلى مباراة، ولكن أنتهت بالأقصاء حين قام أبيس بسحب الحكم لخارج الحلبة وبدا يقوم بشنقه. بعد المباراة، كريزي ستيف قام بضربة تحت الحزام على رود. في 8 مارس بعرض إمباكت ريسلنغ، بير موني إنك نجحوا بصرف الحقيبة أمام الوولفز وأصبحوا بذلك أبطال العالم لفرق الزوجي للمرة الخامسة في تاريخهم. ونجحوا بالحفاظ على اللقب ضد ذا برومانز في 22 مارس بعرض إمباكت ريسلنغ وضد ديكاي، وذا برو مانز وأيريك يونغ وبرام في 12 أبريل بعرض إمباكت ريسلنغ . العداوة بينهم ضد ديكاي أنتهت في ساكرفيس في مباراة وادي الظل ، الذي فاز بها فريق ديكاي وبذلك أصبحوا أبطال العالم الجدد . في 19 مارس 2016، أعلنت الشركة عن رحيل بوبي رود عنها بعد أن قضى 12 عاما معهم.

### هاوس أوف هاردكور وقلوبال فورس رسلينق (2014–2016)
بوبي رود ظهر لأول مرة في هاوس أوف هاردكور في 15 نوفمبر 2014 كمنافس مفاجئ لتومي دريمر في دفاع ناجح على بطولة تي ان ايه للعالم للوزن الثقيل. في 7 مارس 2015، بعرض هاوس أوف هاردكور VIII ، ديرتي هيلز نافسوا فريق يونق باكس (مات جاكسن ونيك جاكسن) في الحدث الرئيسي ولكنهم خسروا المباراة. في 1 يوليو 2015، رود شارك في دورة تحديد بطل بطولة غلوبال في أتحاد غلوبال فورس رسلينق. رود وصل للنهائي ولكنه خسر لصالح نيك الديس. في 18 يوليو 2015 بعرض هاوس أوف هاردكور IX ، رود أنتصر على بيبر باركس. في 13 نوفمبر 2015 بعرض هاوس أوف هاردكور 10، رود نافس أوستن أرييس ولكنه خسر . بعرض هاوس أوف هاردكور 11، ديرتي هيلز (بوبي رود وأوستن أرييس) نافسوا ذا وولفز على بطولة تي ان ايه العالم للفرق الزوجية ولكنهم خسروا وفشلوا في الفوز باللقب. بعرض هاوس أوف هاردكور 14، رود أنتصر على أيريك يونغ في الحدث الرئيسي مع وجود جيمي كورديراس كحكم خاص.

### دبليو دبليو إي

#### أن أكس تي(2016-2017)
في 1 أبريل 2016، رود ظهر على الشاشة حيث كان واحد من الحاضرين في عرض أن أكس تي تايك أوفر: دالاس . في 8 يونيو بعرض تايك أوفر: ذا أند ، ورد ظهر خلف الكواليس في مقابلة مع مدير عام أن أكس تي ويليام ريغال، حين شوهد في مكتب ويليام ريغال مشيرا إلى توقيع رود مع الاتحاد أو فعل ذلك بالفعل. في 11 يونيو خلال جولة أن أكس تي في المملكة المتحدة في حدث داونلود فيستفال، رود ظهر لأول مرة في مباراة وأنتصر على أنجيلو دوكينز. في 3 أغسطس 2016، رود ظهر لأول مرة على التلفاز في أن أكس تي وسرعان ما أنقلب على الجماهير وتحول للشخصية المكروهة. في الأسبوع التالي في عرض أن أكس تي، بعد هزيمة أندرادي ألماس لأنجيلو دوكينز ، رود أخبر ألماس أن المدير العام لأن أكس تي ويليام ريغال حدد مباراة بينهم في عرض أن أكس تي تايك أوفر: بروكلين II ، والتي أنتصر بها رود على ألماس بالتثبيت. في 14 سبتمبر بعرض أن أكس تي، رود أنتصر على نو واي خوسيه في أول ظهور له في قاعة جامعة فول سايل. في 28 سبتمبر بعرض أن أكس تي، بعد أنتصار تاي ديلنجر على أنجيلو دوكينز، رود ظهر وحاول أقناع ديلنجر أن يصبح شريكة في دورة داستي رودز للفرق الزوجية 2016. في 12 أكتوبر بعرض أن أكس تي، رود وديلنجر خسروا لصالح عصابة سانيتي (الكسندر وولفي وسوير فولتون) في الجولة الأولى بعد أن ترك رود ديلنجر خلال المباراة. رود وديلنجر هاجموا بعضهم البعض في مبارياتهم مما أدى إلى حدوث مباراة بينهم في عرض أن أكس تي تايك أوفر: تورونتو، والتي أنتصر بها رود على ديلنجر.
في 14 ديسمبر بعرض أن أكس تي، بعد أنتصاره على أوني لوركان ، رود تأهل لمباراة رباعية الأطراف لفرصة على بطولة أن أكس تي. في 21 ديسمبر بعرض أن أكس تي، رود أنتصر على ألماس وديلنجر ورودريك سترونق في مباراة رباعية الأطراف ليحصل بذلك على فرصة لمواجهة بطل أن أكس تي شينسكي ناكامورا. في 28 يناير 2017 بعرض أن أكس تي تايك أوفر: سان أنطونيو، رود أنتصر على شينسكي ناكامورا ويفوز ببطولة أن أكس تي ويصبح بذلك أكبر شخص يحمل بطولة أن أكس تي في تاريخ دبليو دبليو إي . في 15 مارس بعرض أن أكس تي، رود نجح بالحفاظ على بطولة أن أكس تي حين أنتصر على كايسيس أونو. في عرض أن أكس تي تايك أوفر: أورلاندو، رود نجح بالحفاظ على بطولة أن أكس تي في مباراة أعادة بينه وبين شينسكي ناكامورا وكان تلك أول خسارة نظيفة لشينسكي ناكامورا وأيضا أخر مباراة له في أن أكس تي . لاحقا، أنتصر على تاي ديلنجر بمباراة في أول عرض لأن أكس تي يقام في قاعة سبارتانبورغ التذكارية.
في 19 أبريل بعرض أن أكس تي، رود تمت مقاطعته من قبل هيديو إيتامي الذي هاجمه بحركة جي تي أس . في عرض أن أكس تي تايك أوفر: شيكاغو، رود حافظ على بطولة أن أكس تي أمام أيتامي. في 7 يونيو بعرض أن أكس تي، رودريك سترونق أعلن عن نواياه في الفوز ببطولة أن أكس تي وخرج رود وقام بالسخرية منه. مما أدى إلى عداوة بينهم ، الأثنان تشابكوا بقتال خلف الكواليس بعدها بأسبوعان. في 5 يوليو بعرض أن أكس تي، رود نجح بالحفاظ على بطولة أن أكس تي أمام رودريك سترونق .
في 19 يوليو بعرض أن أكس تي، درو ماكنتاير أنتصر على كيلان دين ، وبذلك ربح فرصة للمنافسة على بطولة أن أكس تي في عرض أن أكس تي تايك أوفر: بروكلين III . في 2 أغسطس بعرض أن أكس تي، رودريك سترونق حاول مهاجمة رود خلال مقابلة خلف الكواليس الذي أدعى فيها رو أنه رجل أفضل من رودريك سترونق . في 19 أغسطس بعرض أن أكس تي، رود هاجم كل من درو ماكنتاير ورودريك سترونق خلال مباراتهم في الحدث الرئيسي للعرض. بعرض أن أكس تي تايك أوفر: بروكلين III ، رود خسر بطولة أن أكس تي لصالح درو ماكنتاير، وتلك كانت أول خسارة فردية لرود في أن أكس تي .

#### سماكداون لايف(2017-إلى الآن)
رود ظهر لأول مرة في العروض الرئيسية وكان ذلك بعرض سماكداون لايف في 22 أغسطس 2017، بالشخصية المحبوبة في مباراة أنتصر بها على أيدين أنجليش . بعد ذلك ، رود تمت مقابلتة من قبل رينيه يونغ، حيث قال أن «سماكداون لايف ذهب من كونه عظيما ليكون مجيد تماما».

## خارج المصارعة
أغنية موسيقى دخول بوبي رود قلوريس دومناشن في أن أكس تي لعبت في بداية الفترة الثالثة في مباريات فريق الهوكي ناشفيل بريداتورز خلال تصفيات كأس ستانلي 2017.

## حياته الشخصية
رود وزوجته تريسي لديهم ثلاثة أبناء، بوبي الابن ورايلي ونيكولاس. رود كان صديق طفولة لاعب اللاكروس تريسي كيلسكي.

## في المصارعة
- الضربة القاضية
  - كـ بوبي رود
    - كروس فيس (أستسلام) (2011-2016)
    - باي أوف (سوبلكس) 2011-2013
    - قلرويس دي دي تي (2016-إلى الآن)

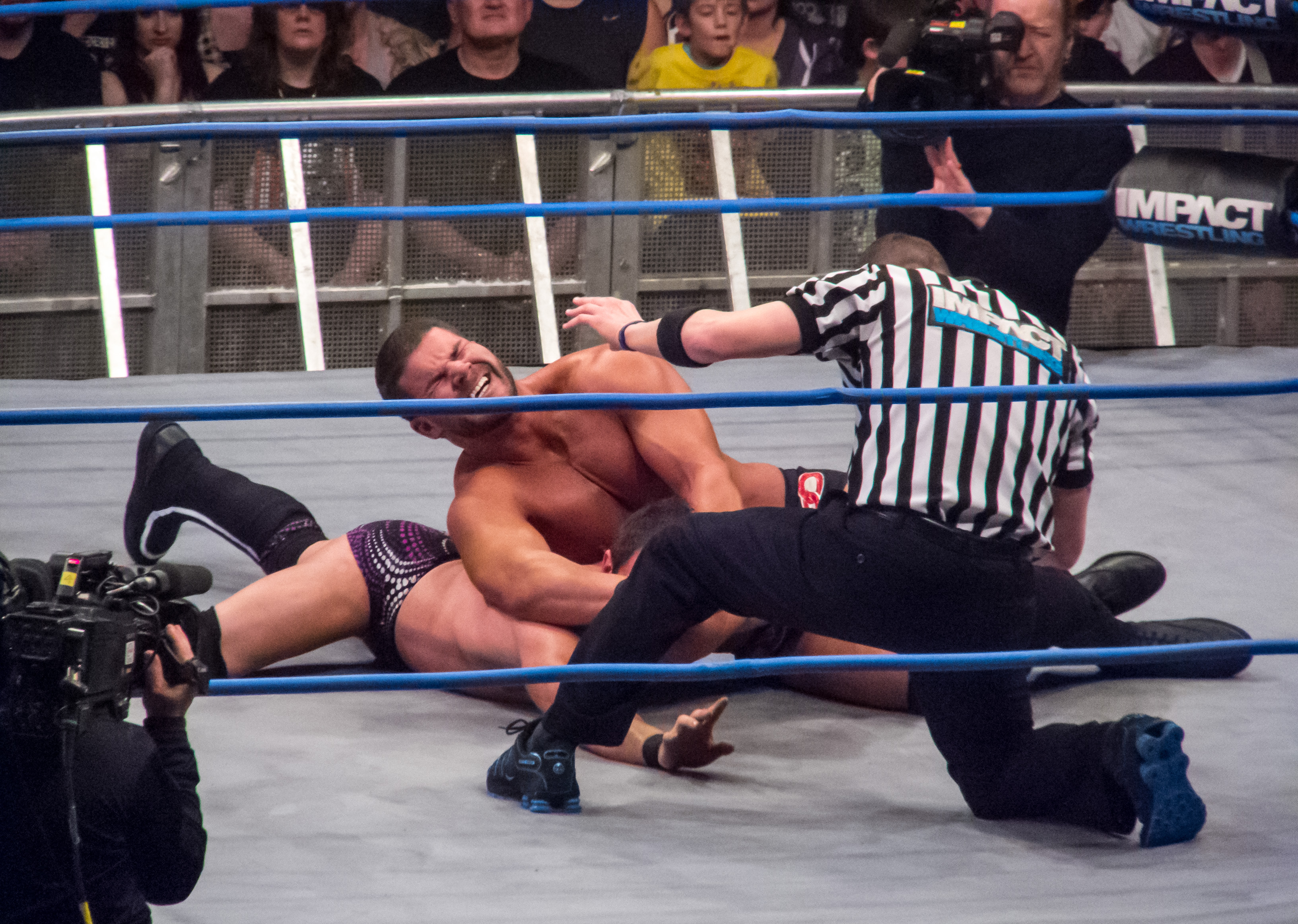
رود ينفذ حركة كروس فايس على أوستن أرييس.

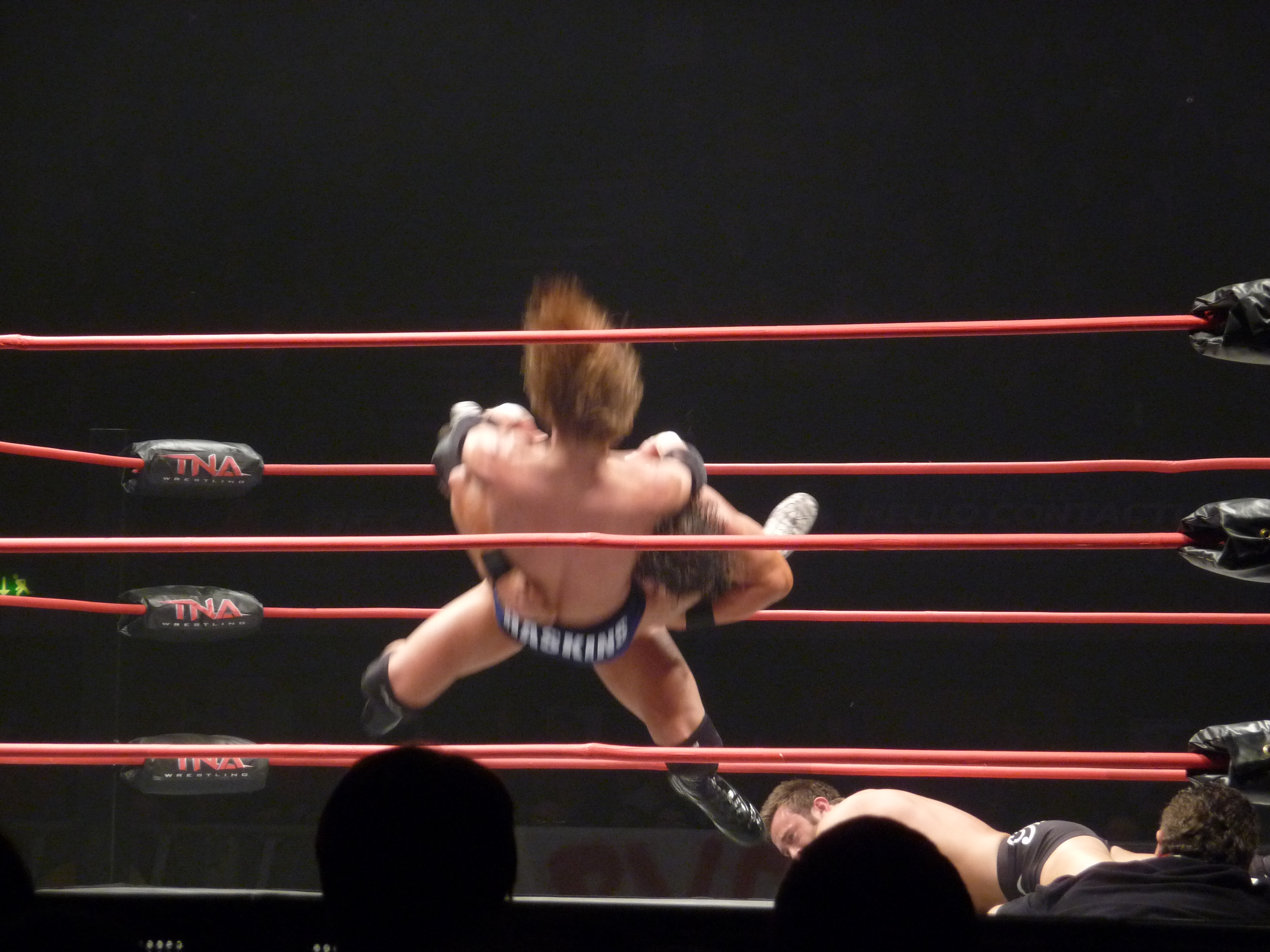
رود ينفذ حركة سباين بستر على مارك هاسكينز.

    - ذا قلرويس بومب 2016 , أستخدمها مرة واحدة
    - روود بومب 2013-2016
    - نورثن لاريت 2004-2006

  - كـ روبرت رود
    - فوجيوارا أرمبر
    - باي أوف (سوبلكس)
- حركات معروف بها
  - سباين بستر
  - سوبلكس
  - سكوب سلام
  - باور سلام
  - سبير
  - نك بيريكر
    - ديفينق
    - سوينقق
    - روود أوكينيق (تقليد لريك رود)

  - رود أويكينق
  - كلوز لاين
  - ساموا دروب
  - ديفينق ني دروب
  - سوبربليكس
- مع جيمس ستورم
  - دبل سوبلكس
- مع أوستن أرييس
  - سباين بستر و 450 سبلاش
- المدراء
  - ريك فلير
  - أيريك يونغ
  - سكوت ديمور
  - مس بروكس
  - جاكلين
  - مس بايتون بانكس
- ألقابه
  - ذا كانيديان أنفورسر (المنقذ الكندي)
  - توتال (الكامل)
  - ذا ناتورشال (الطبيعي)
  - ذا أت فاكتور (العامل) - (من الرياضة الترفيهية/ مصارعة المحترفين)
  - ذا قلرويس (ون) (المجيد)
- أغاني الدخول
  - في توتال نون ستوب أكشن ريسلنغ
    - نو مور فيرز من قبل دايل أوليفر (أستخدمها من 2005الى 2008 وعام 2011)
    - تيك فال من قبل دايل أوليفر وسيرج ساليناس
    - فورتشن من قبل دايل أوليفر (2010-2011) أستخدمها عندما كان عضو في فورتشن
    - أوف ذا شين من قبل سيرج ساليناس (2011-2012)
    - أوف ذا شين من قبل (موسيقى فقط) دايل أوليفر (8 يناير 2012- 12 يونيو 2014)
    - ديرتي هيلز ثيم من قبل دايل أوليفر وسيرج ساليناس (15 مايو 2015 - 5 أغسطس 2015) عندما يكون مع أوستن أرييس

  - في أن أكس تي
    - «كيميكال مايند» من قبل جيسون ديفيز (من 11 يونيو 2016 - 14 يوليو 2016)
    - «قلوريس دومناشن» من قبل CFO$ (من 14 يوليو 2016 - إلى الآن)

## البطولات والانجازات
- ألل كانيديان برو رسلينق

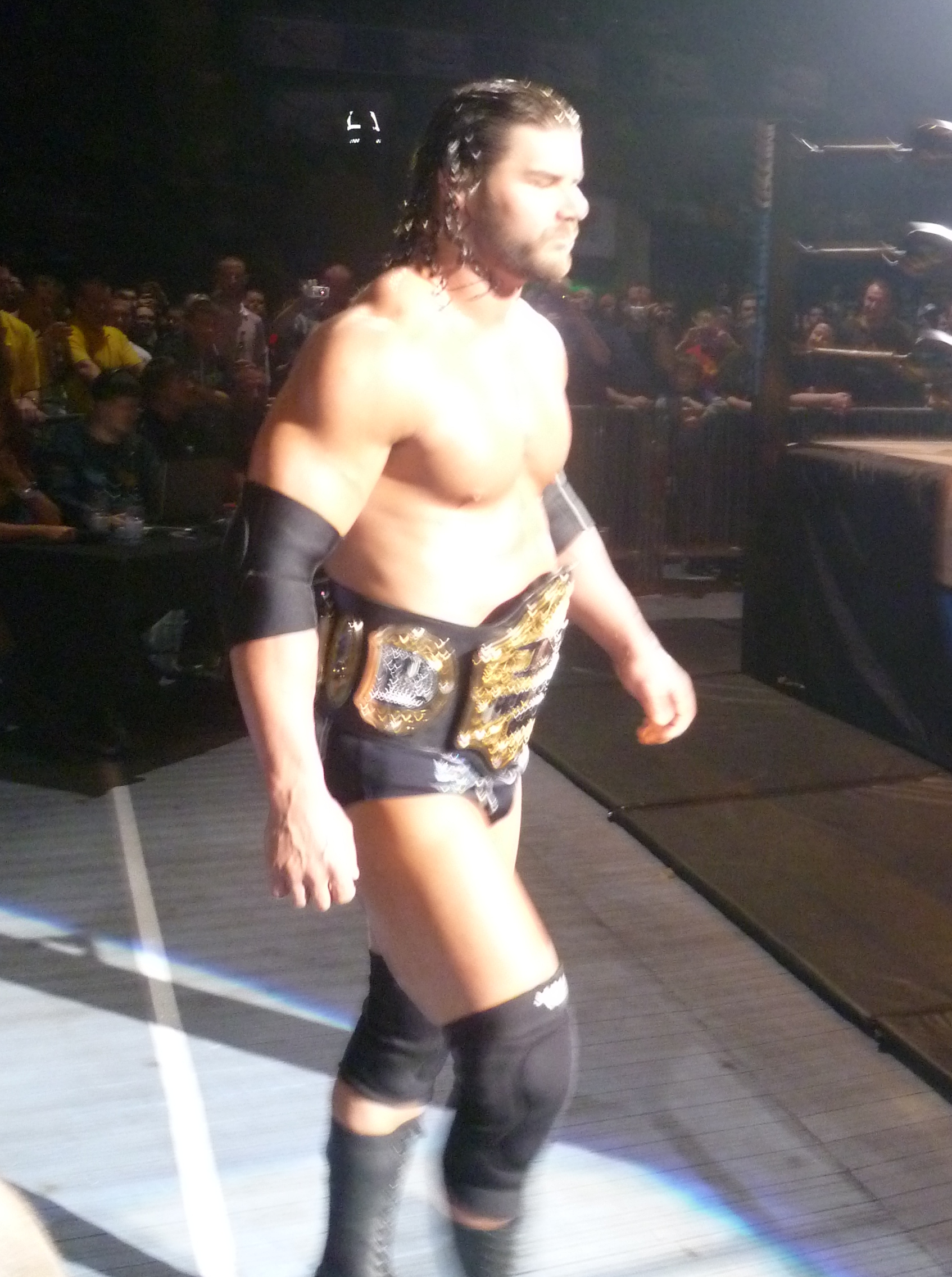
رود هو بطل مرتان وأطول شخص حمل بطولة TNA العالم للوزن الثقيل في التاريخ - بمقدار 265 يوم.

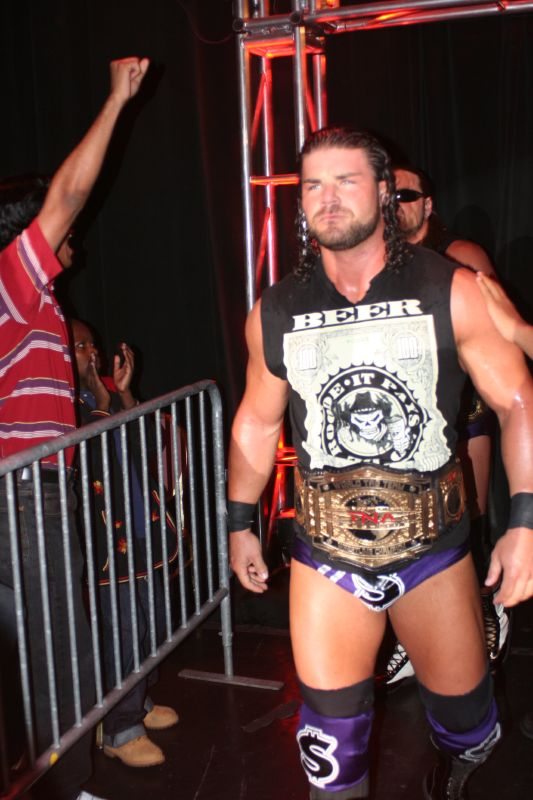
رود هو بطل 8 مرات (6 TNA و 2 NWA) لفرق العالم الزوجية في TNA.

  - بطولة ACPW للوزن الثقيل (مرة واحدة)
- أتلانتك كوست رسلينق 
  - بطل القارات للوزن الثقيل (مرة واحدة)
- ماريتايم رسلينق 
  - كاس ماريتايم (2003)
- NWA شوكويف 
  - بطولة الوزن الثقيل (مرة واحدة)
  - بطولة الأنترنت (مرة واحدة)
- بوردر سيتي رسلينق 
  - بطولة BCW للوزن الثقيل (مرة واحدة)
  - بطولة BCW للتاق تيم (مرة واحدة) مع بيتي وليامز
- بريم تايم رسلينق 
  - بطل الوزن الثقيل (مرتين)
- ريل أكشن رسلينق 
  - بطولة الوزن الثقيل (4 مرات)
- توين رسلينق أنترتيمنت
  - بطولة الوزن الثقيل (مرة واحدة)
- يونيفرسل رسلينق ألاينس
  - بطولة الوزن الثقيل (مرتان)
- توتال نون ستوب أكشن ريسلنغ 
  - بطولة العالم للوزن الثقيل (مرتان)
  - بطولة ملك الجبل (التلفزيون سابقا) (مرة واحدة)
  - بطولة NWA للفرق الزوجية (مرة واحدة) مع أيريك يونغ
  - بطولة العالم للفرق الزوجية (6 مرات) مع جيمس ستورم (5 مرات) ومع أوستن أرييس (مرة واحدة)
  - دوري بوند فور قلوري (عام 2011)
  - دورة بطولة العالم للفرق الزوجية (2010) مع جيمس ستورم
  - دورة فريق 3D للفرق الزوجية (2009) مع جيمس ستورم
  - دورة الأبطال (2013)
- مجلة برو رسلينق أليستريتد
  - تم تصنيفه في المرتبة 2# في قائمة أفضل 500 مصارع لهذا العام (2012)
  - أفضل فريق لعام (2008,2011) مع جيمس ستورم
- نشرة ريسلنق أوبزيرفر
  - أسوء مباراة أقيمت في السنة (2006)
- دبليو دبليو إي إن إكس تي
  - بطولة إن إكس تي (مرة واحدة)

## وصلات خارجية
- بوبي روود على موقع دبليو دبليو إي (الإنجليزية)
- بوبي روود على موقع WrestlingData.com (الإنجليزية)
- بوبي روود على موقع CageMatch worker (الإنجليزية)
- بوبي روود على موقع قاعدة بيانات المصارعة على الإنترنت (الإنجليزية)
- بوبي روود على موقع عالم المصارعة على الإنترنت (الإنجليزية)
- بوبي روود على موقع عالم المصارعة على الإنترنت (الإنجليزية)

- رود في إمباكت رسلينغ دوت كوم
- بوبي روود على موقع IMDb (الإنجليزية)